# クレヨンしんちゃん 最強家族カスカベキング うぃ〜
『クレヨンしんちゃん 最強家族カスカベキング うぃ〜』（クレヨンしんちゃん さいきょうかぞくカスカベキング うぃ〜）は、臼井儀人原作の漫画およびアニメ作品『クレヨンしんちゃん』のパーティゲーム。2006年12月2日にWii用ソフトとしてバンプレストから発売された。

## あらすじ
ある日、しんのすけたちの町に人気番組「最強キングステーション」がやってきた。野原一家は優勝するために番組に参加する。

## 登場人物
登場するキャラクターは約30人以上。

### キャラクター
- しんのすけ（声優：矢島晶子）
- みさえ（声優：ならはしみき）
- ひろし（声優：藤原啓治）
- ひまわり（声優：こおろぎさとみ）
- 風間くん、シロ（声優：真柴摩利）
- ネネちゃん（声優：林玉緒）
- マサオくん（声優：一龍斎貞友）
- ボーちゃん（声優：佐藤智恵）
- あいちゃん（声優：川澄綾子）
- 園長先生（声優：納谷六朗）
- よしなが先生（声優：高田由美）
- まつざか先生（声優：富沢美智恵）
- 上尾先生（声優：三石琴乃）
- アクション仮面（声優：玄田哲章）
- 桜ミミ子（声優：小桜エツ子）
- カンタムロボ（声優：大滝進矢）
- もえP（声優：野川さくら）
- ななこ(大原ななこ)（声優：紗ゆり）
- 大原四十郎（声優：塚田正昭）
- しのぶ(神田鳥忍)（声優：大塚瑞恵）
- 編集長（声優：沼田祐介）
- ヨシリン（声優：阪口大助）
- ミッチー（声優：大本眞基子）
- 隣のおばちゃん(北本さん)（声優：鈴木れい子）
- 深爪竜子（声優：伊倉一恵）
- 魚の目お銀（声優：星野千寿子）
- 吹き出ものマリー（声優：むたあきこ）
- 四郎（声優：桜井敏治）
- むさえ(小山むさえ)（声優：根谷美智子）
- ネネママ(桜田もえ子)（声優：萩森侚子）
- 店長（声優：京田尚子）
- 中村（声優：稀代桜子）
- おケイ（声優：高山みなみ）

### ゲームオリジナルキャラクター
サキ声：猪口有佳
ゲームの進行役。グラビアなどをやっている。
男声：下和田裕貴
上尾先生をナンパしていた若い男。メガネを外された上尾先生に啖呵を切られ、逃げ去った。
ミスターササグチ声：若本規夫
ゲームの進行役。視聴率アップのためには手段を選ばない。

## ミニゲーム
ミニゲームで操作できる人物は野原家、カスカベ防衛隊、幼稚園の先生、テレビの出演者の全部4組で計16人。
- しんのすけ
- みさえ
- ひろし
- ひまわり
- 風間くん
- ネネちゃん
- マサオくん
- ボーちゃん
- 園長先生
- よしなが先生
- まつざか先生
- 上尾先生
- アクション仮面
- 桜ミミ子
- カンタムロボ
- もえP

## TIMのゲーム命!!
本作公式サイトにて公開されたインターネットテレビ番組。全4回。お笑い芸人コンビTIMの2人（ゴルゴ松本とレッド吉田）、グラビアアイドル福永ちな、野原しんのすけ（着ぐるみ）の4名が、『カスカベキング うぃ〜』を紹介する。インターネット放送局「あっ!とおどろく放送局」でも同内容のものが配信された。